# Правотворча діяльність
Правотворча діяльність – здійснювана відповідно до встановлених владними інституціями правилами законодавча та інша нормотворча діяльність.
Правотворча діяльність в Україні – здійснювана на основі Конституції України законодавча та інша нормотворча діяльність Верховної Ради України, органів державної влади та місцевого самоврядування, змістом якої є  розроблення проектів та прийняття нормативно-правових актів; надання чинності нормативно-правовими актами та визначення сфери їх дії, усунення прогалин, подолання колізій у нормативно-правових актах.
Правовою основою здійснення правотворчої діяльності є: Конституція України, Закон України «Про всеукраїнський референдум» (2021), Закон України «Про правотворчу діяльність», Закон України «Про Регламент Верховної Ради України», інші законодавчі акти та Рішення Конституційного Суду України, якими визначається правотворча компетенція інститутів державної влади та місцевого самоврядування.

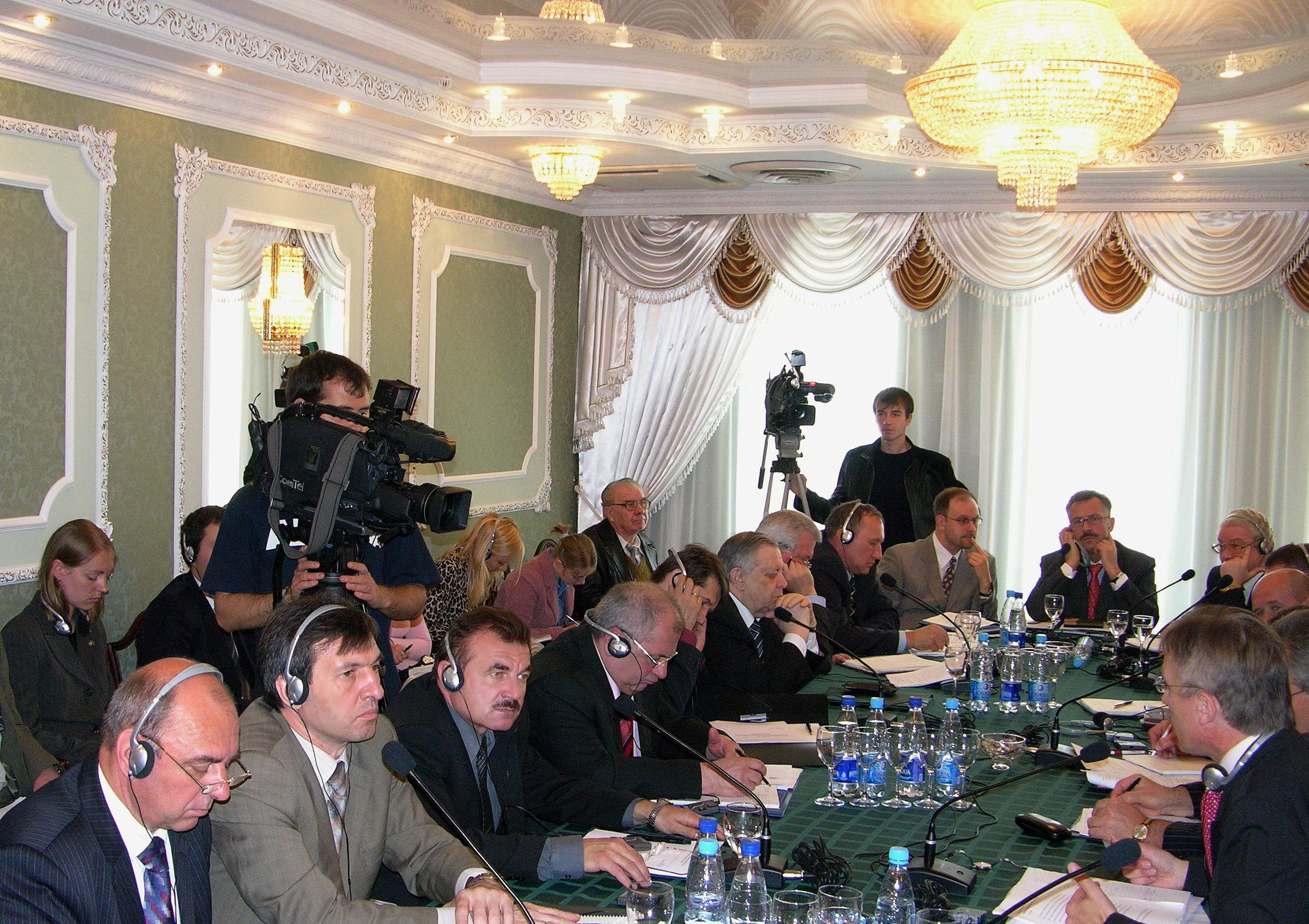
Обговорення законопроекту

## Особливості правотворчості в зарубіжних країнах
У більшості країн Європи  законодавча діяльність здійснюється перважно  Парламентом. При цьому поширені моделі двопалатних парламентів. Наприклад, у  Франції законодавча влада здійснюється парламентом, який складається з двох палат: Національної асамблеї (нижня палата) і Сенату (верхня палата). В Італії Парламент складається з Палати Депутатів з 400 членами і Сенату Республіки з 200 членами, в Іспанії   Парламент (Генеральні кортеси) складається з  Конгресу депутатів і Сенату, які розробляють і приймають закони, що підлягають затвердженню королем.
У  Німеччині  законодавчу владу виконують Бундестаг і Бундесрат, у Швейцарії Федеральні Збори, як законодавчий орган, включають Національну раду і Раду кантонів, у  Польщі  законодавчу владу здійснюють (Сейм – 460 депутатів, Сенат – 100 сенаторів).
Законодавчий орган США називається Конгресом і складається з Палати представників і Сенату.
Діяльність двопалатного парламенту більш консервативніша, але в законодавчій сфері це можна віднести до позитиву. Тут доречний принцип – «сім разів відміряй, один – відрізай». Двопалатний парламент – прийнятна модель законодавчої влади для України, якщо реалізувати її без поспіху, виважено.
Європейські країни виважено і ефективно застосовують інститут референдуму. Зокрема референдум все  частіше застосовується цивілізованими державами для прийняття основного закону держави ( Франція –1958 рік,  Греція – 1975 рік,  Іспанія – 1978 рік,  Польща –  1997 рік,  Швейцарія – 1999 рік). Навіть Конституція Європейського Союзу винесена на референдум. Цей позитивний досвід заслуговує на застосування і в Україні.
При прийнятті Конституції держави шляхом референдуму змінюється суть співвідношення права і влади — «право отримує панівне становище, стає над владою, забезпечується верховенство права, стабільність і непорушність конституційних норм, а  законодавча влада  залишається не „панівною“, а  однією з гілок влади, яка має виконувати і реалізовувати результати прояву народовладдя. Конституція отримує свою юрисдикцію безпосередньо від самого народу і стає вище влади, оскільки будь-яка влада вже не в змозі змінювати його на свій розсуд. Стабільний і непорушний Основний Закон створює необхідні передумови і для стабілізації всього суспільства.
Разом з тим, в англосаксонській правовій системі широкого значення в системі права набувають судові  прецеденти. Прецедент – сформоване судом правило для розв'язанні окремої прорблеми, яке стає обов’язковим у розв’язанні аналогічних проблем.  В основі доктрини  прецеденту лежить  принцип “stare decisis” – “вирішити так, як було вирішено раніше”. Англійські юристи  визнають прецедентне право ефективною системою, перевагами якої є визначеність,  конкретність, передбачуваність,  практичність, здатність до саморозвитку та пристосування до нових  суспільних відносин. Однак воно має і певні недоліки: жорсткість, громіздкість, складність, загроза непослідовності .
Доктрина „плодів отруйного дерева“ з'явилася у   США та по суті є такою, що розширює правило виключення, за яким доказ є недопустимим в суді, якщо він був отриманий завдяки доказам, отриманим незаконним шляхом. Доктрина була заснована в 1920 році рішенням у справі Сільверторн Ламбер Ко. проти Сполучених Штатів. Фраза „плід отруйного дерева“ була придумана суддею професором Феліксом Франкфуртеромв його рішенні 1939 року по справі Нардон проти Сполучених Штатів (Nardone v. United States). Доктрина приватності (hrivfse doctrine) встановлена Верховним судом США у справі „Катц проти Сполучених Штатів“.
До важливих джерел права в європейських країн, які ратифікували Європейську Конвенцію з прав людини, відносяться правові позиції та прецедентна практика Європейського суду з прав людини.
Правові позиції та прецедентна практика Європейського суду з прав людини  стають європейськими правовими стандартами. Правові позиції — узагальнені судом правила розв'язання конкретних прогалин чи колізій, яким він надає значення правових стандартів, загально обов'язкових правил судової діяльності. 
В формуванні європейських стандартів правосуддя важливе значення мають рішення ЄСПЛ: "Раманаускас проти Литви" (рішення  від 5 лютого 2008 року), "Нечипорук і Йонкало проти України", "Ноймайстер проти Австрії", "Масларова проти  Болгарії" (рішення від 8 лютого 2019 року), справі "Яллог проти Німеччини",   "Mirovni Inštitut v. Slovenia" від 13.03.2018. (щодо гарантій правосуддя при провадженні на підставі угод), "Делькорт проти Бельгії" (рішення від 17 січня 1970 р.), "Тейксієра де Кастро проти Португалії" (рішення від 9 червня  1998 р.), "Акбай та інші проти Німеччини" (заява №40495/15, рішення  від 15 жовтня 2020), «Алтай проти Туреччини» (Заява №11236/09), «Щурко та Отришко проти України» (рішення від 16 листопада 2023 року) тощо.
Європейський суд з прав людини може формулювати також консультативні висновки з правових питань, які стосуються тлумачення Конвенції та протоколів до неї.
Концепт принципу пропорційності викладений в сьогоднішній практиці Європейського суду з прав людини (наприклад, справа, «Яллох проти Німеччини», «Класс та інші проти Німеччини», «Ча'ар Шалом Ве Цедек проти Франції», «Гласс проти Сполученого Королівства».
У справі «Гефген проти Німеччини» Європейський суд з прав людини закріпив доктрину «плодів отруєного дерева», відповідно до якої якщо джерело доказів є неналежним та недопустимим, то всі докази, отримані з його допомогою, будуть такими ж.
У справі «Раманаускас проти Литви» від 5 лютого 2008 року, ЄСПЛ сформулював доктрину неприпустимості доказів отриманих внаслідок провокації злочину, зазначивши  під час підготовки та проведення заходів з контролю за вчиненням злочину забороняється провокувати, підбурювати особу на вчинення цього злочину, з метою його подальшого викриття, допомагаючи особі вчинити злочин, який би вона не вчинила, якби слідчий цьому не сприяв.
Уступаючи законодавчим нормам в структурованості, системності та стабільності, прецедентне право, являючи собою більш динамічну та гнучку модель правотворчості, в умовах швидкоплинних змін суспільних реалій, може відігравати важливу роль каталізатора позитивних законодавчих змін, сприяти гармонізації системи права, але потебує систематизації, кодифікації та інтегративної імплементації в  інститути законодавства. Прецедентна практика ЄСПЛ стає важливою формою удосконалення стандартів правосуддя.

## Основні засади правотворчої діяльності в Україні
Законом України «Про правотворчу діяльність», закріплені основні принципи правотворчої діяльності. Серед таких принципів, окрім верховенства права, на законодавчому рівні, чи не вперше названий принцип пропорційності.
Правотворча діяльність здійснюється відповідно до принципів:
- верховенство права, що включає, зокрема, принципи законності, юридичної визначеності, запобігання зловживанню повноваженнями, рівності перед законом та недискримінації, доступу до правосуддя;
- пріоритетності утвердження та забезпечення прав і свобод людини, дотримання міжнародних стандартів у сфері прав людини;
- демократичності;
- пропорційності;
- необхідності та обґрунтованості;
- системності;
- наукового забезпечення;
- ресурсної забезпеченості.

Верховенство права — найважливіший цивілізаційний ідеал сьогодення, в зміст якого вкладається становлення системи правового і суспільного устрою де володарює право, де природні права і свободи людини знайшли загальне визнання та законодавче закріплення, визнані найвищою цінністю суспільства, їх забезпечення стає пріоритетом держави, де сама державна  влада перебуває під владою права і  контролем закону, обмежується правом, а саме право створює таку систему правовідносин та дієвих механізмів стримувань і противаг, за якої максимально усуваються можливості свавілля чиновників.
Закон України «Про правотворчу діяльність» уточнює та конкретизує важливі правничі дефініції, а саме:
- «Законодавство України – це взаємопов'язана та упорядкована система нормативно-правових актів України і чинних міжнародних договорів» (ч. 1 ст. 9).
- «Норма права – це загальнообов'язкове формально визначене правило поведінки, що регулює суспільні відносини, яке охороняється і забезпечується державою» (ч. 1 ст. 8).
- «Правова прогалина – це повна або часткова відсутність норми права, що не забезпечує завершеність правового регулювання відповідних суспільних відносин» (ч. 1 ст. 65).

Закріплена юридична сила та ієрархія нормативно-правових актів:
1. Конституція України в системі нормативно-правових актів України має найвищу юридичну силу і є обов'язковою до виконання на території України;
2. міжнародні договіри України, згода на обов'язковість яких надана Верховною Радою України, укладаються відповідно до Конституції України та мають на території України вищу юридичну силу, ніж інші нормативно-правові акти, і є обов'язковими до виконання на території України;
3. Закони України приймаються на основі Конституції України, чинних міжнародних договорів України, згода на обов'язковість яких надана Верховною Радою України, мають на території України вищу юридичну силу, ніж підзаконні нормативно-правові акти, і є обов'язковими до виконання на території України.

Внесення змін до нормативно-правових актів чи їх структурних елементів, які було визнано такими, що втратили чинність, не допускається.
Закон визначає, що «усунення правової прогалини шляхом прийняття (видання) нормативно-правового акта нижчої юридичної сили не допускається» (ч. 2 ст. 65 Закону України «Про правотворчу діяльність»).
Текст нормативно-правового акта має викладатися державною мовою відповідно до стандартів української правничої термінології та українського правопису, затвердженого відповідно до Закону України «Про забезпечення функціонування української мови як державної», а для формулювання норм права у нормативно-правових актах використовується офіційно-діловий стиль мовлення.

## Суб'єкти правотворчої діяльності
Суб'єктами правотворчої діяльності є органи державної влади, органи місцевого самоврядування, їх посадові особи та інші суб'єкти, наділені Конституцією України або іншим законом повноваженнями щодо прийняття (видання) нормативно-правових актів, а саме:
- Український народ на всеукраїнському референдумі;
- Верховна Рада України;
- Президент України;
- Кабінет Міністрів України;
- міністерства;
- інші органи державної влади та місцевого самоврядування.

## Референдум, як форма правотворчої діяльності
Всеукраїнський референдум є формою  безпосередньої демократії  в Україні, способом здійснення влади безпосередньо Українським народом, який полягає у прийнятті (затвердженні) громадянами України законодавчих актів та інших рішень з найбільш значимих загальнодержавних питань суспільного договору та державотворення, питань загальнодержавного значення шляхом безпосереднього голосування.
Суб'єктами правотворчої діяльності України Законом України «Про правотворчу діяльність», перш за все, визначається  Український народ, який безпосередньо здійснює свою правотворчу діяльність  на всеукраїнському референдумі, що відповідає ідеям народовладдя.
Конституційний Суд України  у рішенні від 16 квітня 2008 року № 6-рп/2008 у справі за конституційними поданнями Президента України про офіційне тлумачення положень частин другої, третьої статті 5, статті 69, частини другої статті 72, статті 74, частини другої статті 94, частини першої статті 156 Конституції України (справа про прийняття Конституції та законів України на референдумі), визначив: «Народ як носій суверенітету і єдине джерело влади в Україні може реалізувати на всеукраїнському референдумі за народною ініціативою своє виключне право визначати і змінювати конституційний лад в Україні шляхом прийняття Конституції України у порядку, який має бути визначений Конституцією і законами України»; «рішення всеукраїнського референдуму щодо прийняття законів є остаточним і не потребує будь-якого затвердження, в тому числі Верховною Радою України».[первинне джерело]
При аналізі  предмету референдуму слід мати на увазі три групи питань: 1) питання, які вирішуються виключно загальноукраїнським референдумом (зміна території України  – ст. 73 Конституції України); 2) питання, які взагалі, не можуть виноситись на референдум (законопроекти з питань податків, бюджету та амністії  – ст. 74 Конституції України); 3) інші питання, які можуть за необхідності виноситись на референдум законодавчою владою або Президентом України як за їх власною ініціативою, так і за ініціативою народу.
Законопроект про внесення змін до розділу I «Загальні засади», розділу III «Вибори. Референдум» і розділу XIII «Внесення змін до Конституції України», відповідно до приписів ст. 156 чинної Конституції України, подається до Верховної Ради України Президентом України або не менш як двома третинами від конституційного складу Верховної Ради України і, за умови його прийняття не менш як двома третинами від конституційного складу Верховної Ради України, а остаточно приймається і затверджується всеукраїнським референдумом, який призначається Президентом України.

## Законотворча діяльність
В Україні, згідно ст. 75 Конституції, «єдиним органом законодавчої влади в Україні є парламент – Верховна Рада України». Разом з тим, згідно ст. 5 Конституції України, «носієм суверенітету і єдиним джерелом влади в Україні є народ. Народ здійснює владу безпосередньо і через органи державної влади та органи місцевого самоврядування». Законодавчі норми можуть прийматись шляхом референдуму, змінюватись чи скасовуватись також Конституційним Судом України.
Верховна Рада України є органом законодавчої влади, до основних повноважень якого в аспекті правотворчої діяльності належить  прийняття законів.
Закон приймається у формі:
- кодексу України;
- закону України (первинний закон);
- закону України про внесення змін до кодексу, первинного закону;
- закону України про надання згоди Верховною Радою України на обов'язковість або денонсацію міжнародного договору України (далі — закон про міжнародний договір);
- закону України про затвердження:
  - Регламенту Верховної Ради України;
  - Державного бюджету України;
  - інших правових актів Верховної Ради України або норм права у визначених Конституцією України та (або) законом випадках. (ст. 10 Закону України «Про правотворчу діяльність»).

«Закон – це нормативно-правовий акт, прийнятий Верховною Радою України та (або) на всеукраїнському референдумі в установленому Конституцією України  та законом порядку, що регулює найбільш важливі суспільні відносини». (ч. 1 ст. 10).
Кодекс – це закон, який створений шляхом систематизації норм права, містить загальні засади, на підставі яких комплексно регулює однорідну сферу суспільних відносин, забезпечуючи стабільність правового регулювання.
Порядок прийняття законів Верховною Радою України визначається Конституцією України та Регламентом Верховної Ради України. Законом можуть встановлюватися особливості розроблення та (або) прийняття окремих видів або форм законів.
За приписами ст. 92 Конституції України, винятково законами України визначаються: права і свободи людини і громадянина, гарантії цих прав і свобод; основні обов'язки громадянина, засади використання природних ресурсів, судочинство, організація і діяльність органів досудового розслідування та інші найбільш важливі питання життя людини та розвитку держави і суспільства.
Верховна Рада України реалізує повноваження щодо прийняття законів (кодексів чи окремих законів) у порядку реалізації законодавчих ініціатив та розгляду законопроєктів при дотримання законодавчої процедури.

## Підзаконні правотворчі акти
Підзаконний нормативно-правовий акт – це акт, прийнятий (виданий) суб'єктом правотворчої діяльності на основі та на виконання Конституції України, законів, чинних міжнародних договорів України та спрямований на їх реалізацію.
Підзаконні нормативно-правові акти мають відповідати Конституції України, законам, чинним міжнародним договорам України, підзаконним нормативно-правовим актам вищої юридичної сили та узгоджуватися між собою.
Нормативно-правові акти після їх прийняття (видання) та підписання відповідно до Конституції та (або) законів України доводяться до відома населення шляхом опублікування в офіційних друкованих виданнях суб'єктів правотворчої діяльності; розміщення на офіційних вебсайтах суб'єктів правотворчої діяльності; оприлюднення в інший спосіб, встановлений законом (для актів органів місцевого самоврядування).

## Вимоги до логіки та стилю правничих актів
До норм права застосовується  вимога чіткої юридичної визначеності ( ясність, точність, доступність для розуміння та реалізації, однозначності трактування), відповідності нормативно-правовим актам вищої юридичної сили та узгодженості з нормативно-правовими актами рівної юридичної сили, передбачуваності (прогнозованості) результатів їх реалізації, уніфікованості вжитої в них термінології.
Терміни та поняття, що вживаються у нормативно-правовому акті, мають бути уніфіковані впродовж усього його тексту (без використання синонімів та словосполучень, що мають подібне лексичне значення), не містити концептів   та приписів, що не відповідають Конституції України та нормативно-правовим актам вищої юридичної сили та (або) не узгоджуються з нормами права нормативно-правових актів рівної юридичної сили (за винятком внесення змін до таких актів).
Норми права  мають відповідати також таким вимогам логічної послідовності їх викладення: 
- до нормативно-правового акта включаються лише ті норми права, що стосуються його предмета регулювання;
- норми права викладаються, як правило, у хронологічній послідовності розвитку процесів у рамках відповідних суспільних відносин;
- норми права викладаються у нормативно-правовому акті послідовно та взаємоузгоджено (кожна наступна норма права повинна несуперечливо випливати з попередньої);
- послідовність викладення норм права здійснюється з дотриманням причинно-наслідкових зв'язків між структурними елементами нормативно-правового акта, у тому числі структурними елементами різних рівнів;
- норми права загального характеру викладаються раніше, ніж спеціальні норми права;
- винятки з правила викладаються після загального правила;
- викладення норм права здійснюється з урахуванням коректного співвідношення цілого і його частини;
- терміни та поняття, що вживаються у нормативно-правовому акті, мають бути уніфіковані впродовж усього його тексту (без використання синонімів та словосполучень, що мають подібне лексичне значення). (ст. 34 Закону України «Про правотворчу діяльність»).

Для формулювання норм права використовується офіційно-діловий стиль  мовлення, для якого характерні такі особливості: 
1) нейтральність і стриманість, відсутність емоційної, експресивної, розмовної лексики та індивідуальних авторських рис; 
2) використання віддієслівних іменників, безособових і наказових форм дієслова; 
3) використання прямого порядку слів у реченні (ч. 1 ст. 35 Закону України «Про правотворчу діяльність).
Проекти нормативно-правових актів підлягають обов'язковій експертизі: науковій, юридичній (правовій), антикорупційній, гендерно-правовій, антидискримінаційній, на відповідність положенням Конвенції про захист прав людини і основоположних свобод і Протоколів до неї, практиці Європейського суду з прав людини, та іншим експертизам, визначеним законом.
Державній реєстрації підзаконного нормативно-правового акта передує проведення його юридичної (правової) експертизи на предмет відповідності:
1. Конституції та законам України;
2. Конвенції про захист прав людини і основоположних свобод і Протоколам до неї, міжнародним договорам України, згоду на обов'язковість яких надано Верховною Радою України, зобов'язанням України у сфері європейської інтеграції та праву Європейського Союзу (acquis ЄС);
3. практиці Європейського суду з прав людини;
4. правилам техніки нормопроектування.

Важливими засадами правотворчої діяльності є  положення ст. 21 і 22 Конституції України  положень про те, що права і свободи людини є невідчужуваними та непорушними і у прийнятті нових законів або внесенні змін до чинних законів не допускається звуження змісту та обсягу існуючих прав і свобод.
Згідно ст. 1175 ЦК України  «Відшкодування шкоди, завданої органом державної влади у сфері нормотворчої діяльності», згідно з якою «шкода, завдана фізичній або юридичній особі в результаті прийняття органом державної влади, органом влади Автономної Республіки Крим або органом місцевого самоврядування нормативно-правового акту, що був визнаний незаконним і скасований, відшкодовується державою або органом місцевого самоврядування незалежно від вини посадових і службових осіб цих органів».

### Нормативно-правові акти
- Закон України «Про всеукраїнський референдум» (2021)
- Закон України 3354-IX  від 24.08.2023 «Про правотворчу діяльність» Відомості Верховної Ради (ВВР), 2023, № 93, ст. 364.  URL: https://zakon.rada.gov.ua/laws/show/3354-20#n241
- Закон України «Про місцеве самоврядування в Україні». Відомості Верховної Ради України (ВВР), 1997. № 24. ст.170. Із змінами, внесеними згідно із Законами України № 163-XIV від 06.10.98 — №1702-IX від 16.07.2021. URL: https://zakon.rada.gov.ua/laws/main/280/97-вр

| Портал «Право» |